# 高梅
高梅（1540年—？年），字汝調，號傅巖，四川成都府內江縣人，

## 生平
由國子生中式四川鄉試第六十三名舉人，萬曆二年（1574年）甲戌科第三甲第一百三十八名進士。授桐乡县知县，歷官主事。

## 家族
曾祖高公堂；祖高岡，封南京戶部主事；父高世彥，河南布政司左布政使；母周氏（封安人）。嚴侍下。兄梧，弟槐；㭿；桂；柱；檖；柄；栢。